# Хальмеръю (приток Силоваяхи)
Хальмеръю (устар. Хальмер-Ю) — река на северо-востоке европейской части России. Протекает по территории муниципального округа Воркута в Республике Коми.

## Происхождение названия
Название «Хальмер-Ю» двуязычный топоним ненецкого и языка коми. «Хальмер» (нен.) — покойник, мертвец, суффикс «Ю» (коми) — река. Кочевые оленеводы ненцы считали Хальмер-Ю священным местом, куда свозили своих покойников для захоронения.

## Описание
Длина реки — 60 км. Площадь водосборного бассейна — 160 км². Река берёт начало на северо-востоке от города Воркута. Течёт на север. Огибая возвышенность Пембой, поворачивает на восток перед впадением в Силоваяху. Устье реки расположено на 141 км Силоваяхи. На реке есть несколько водопадов. Русло реки лежит в тундровой местности.
По реке назван посёлок Хальмер-Ю (ныне закрытый).

## Водопад на реке Хальмеръю
В 25 км к северу от бывшего посёлка с одноимённым названием находится самый крупный в Коми и один из крупнейших в Европейской части России водопад. С 1989 года водопад является Памятником природы регионального значения, охраняется государством. Расположен на участке реки в конце каскада порогов в 1,3 км ниже устья ручья Пембой-Шор. Общая высота падения воды — 10 м. Водопад трёхступенчатый. Общая площадь особо охраняемой природной территории — 2 га.

## Данные водного реестра
По данным государственного водного реестра России относится к Нижнеобскому бассейновому округу. Код водного объекта — 15010000112103000090844.

## Галерея

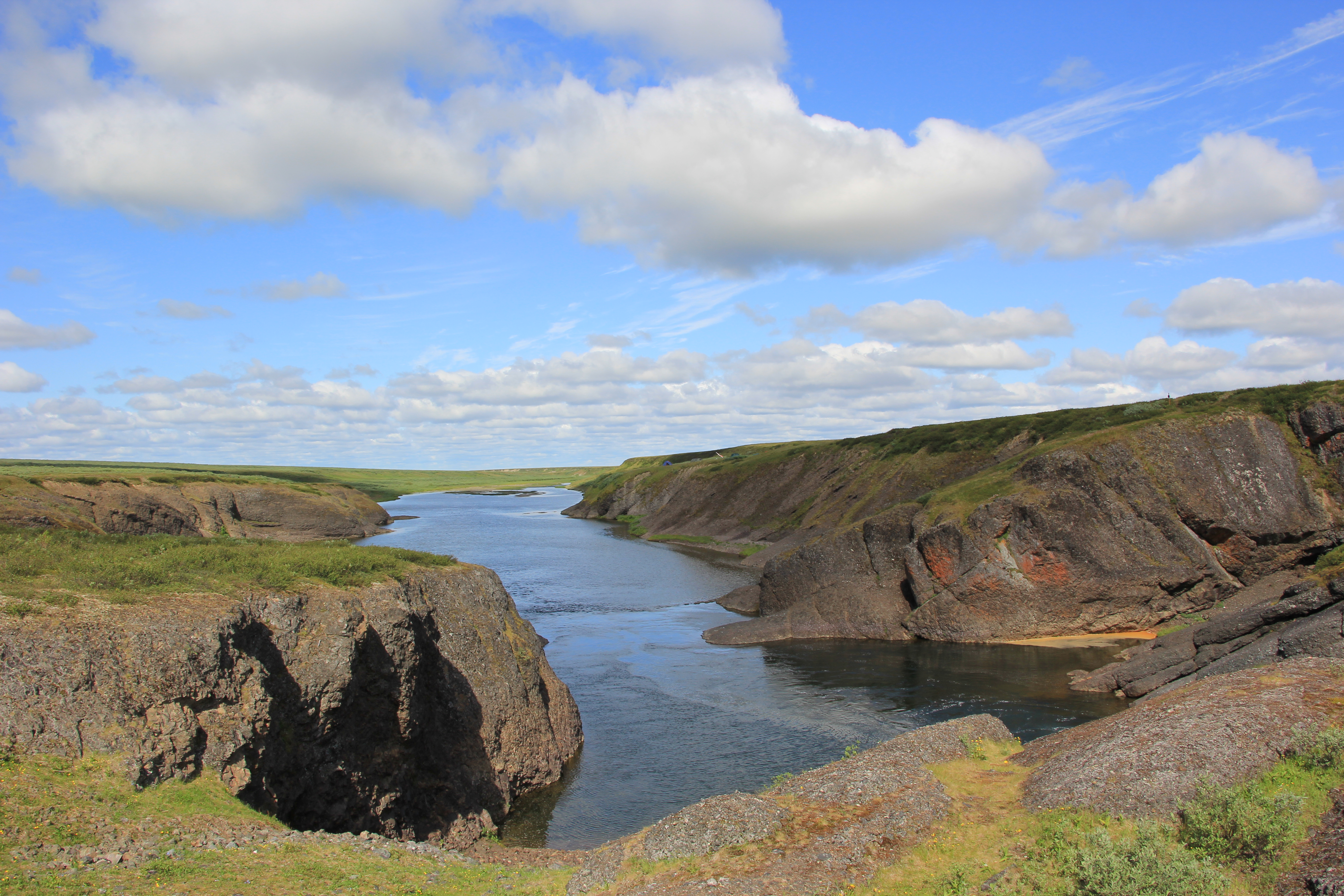
Хальмеръю проходит северные отроги возвышенности Пембой
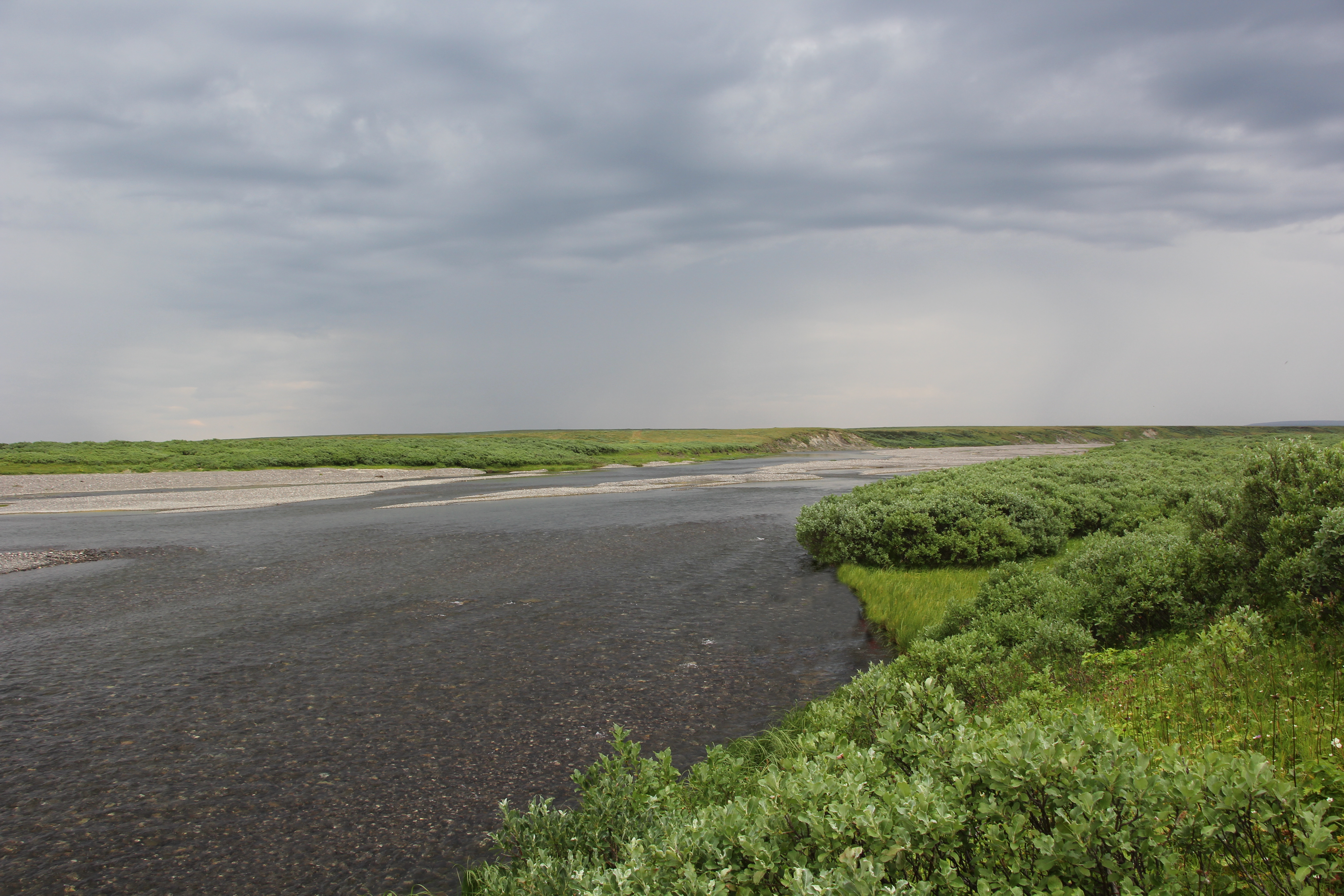
Устье Хальмеръю
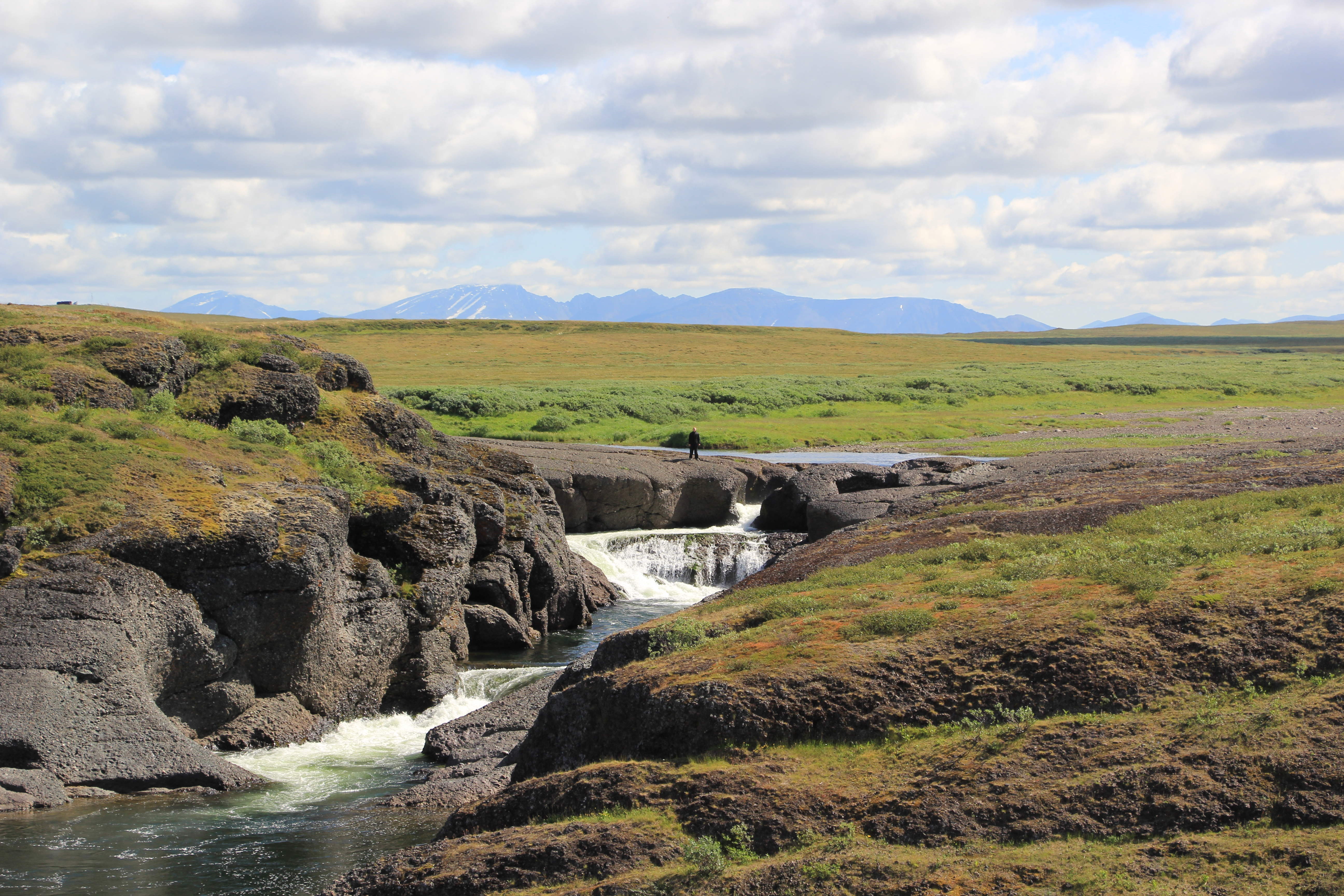
Водопад на реке Хальмеръю
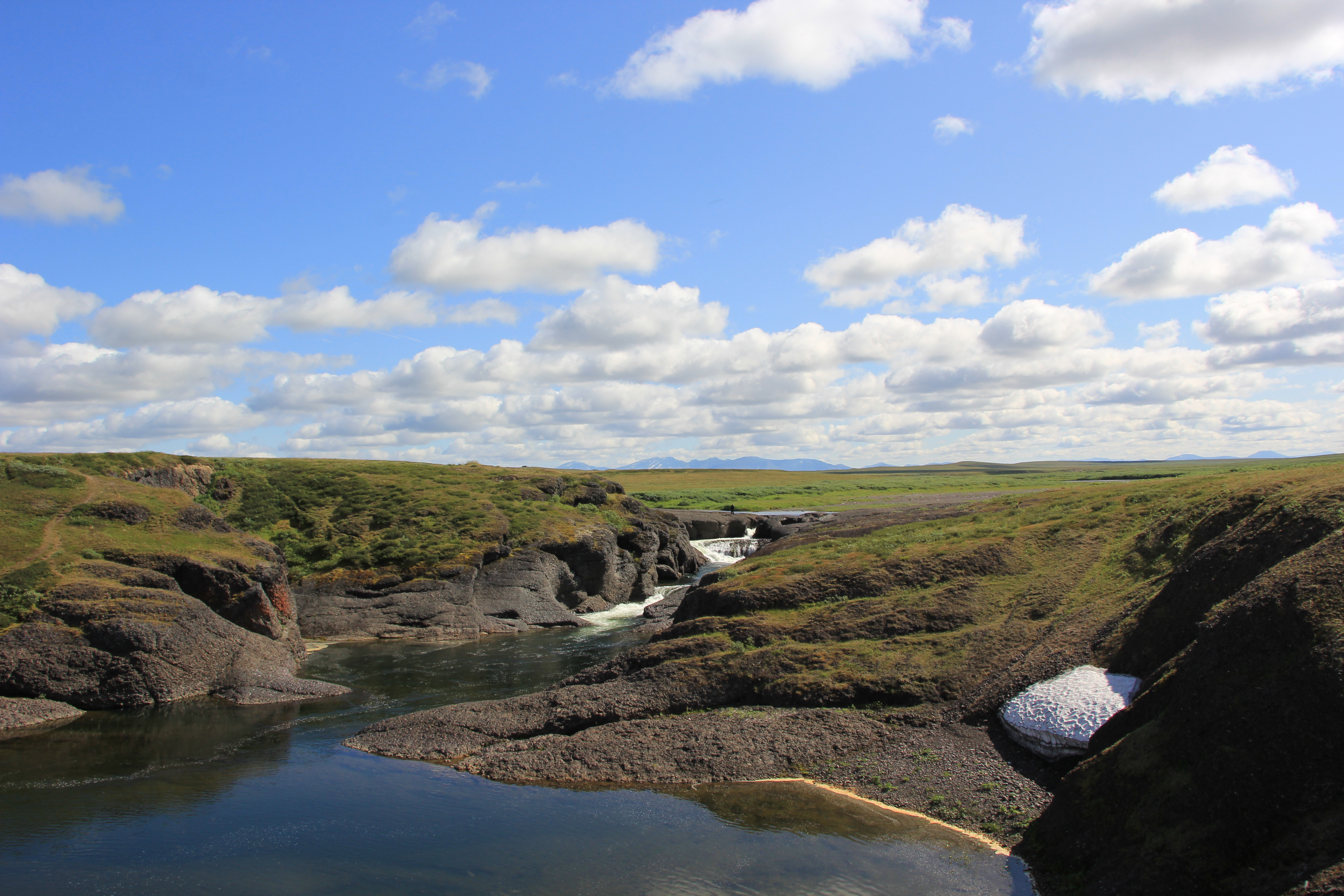
Июльские снежники у водопада на Хальмеръю